# Васербург (Бодензе)
Васербург (Бодензе) (њем. Wasserburg (Bodensee)) општина је у њемачкој савезној држави Баварска. Једно је од 19 општинских средишта округа Линдау (Бодензе). Према процјени из 2010. у општини је живјело 3.440 становника. Посједује регионалну шифру (AGS) 9776128.

## Географски и демографски подаци
Васербург се налази у савезној држави Баварска у округу Линдау. Општина се налази на надморској висини од 399–450 метара. Површина општине износи 6,3 km². У самом мјесту је, према процјени из 2010. године, живјело 3.440 становника. Просјечна густина становништва износи 543 становника/km².